# Laßnitzhöhe
Laßnitzhöhe ist ein Luftkurort im Bezirk Graz-Umgebung mit 2881 Einwohnern (Stand 1. Jänner 2024) im österreichischen Bundesland Steiermark.

## Geografie

### Geografische Lage
Laßnitzhöhe liegt 10 km östlich von Graz im oststeirischen Hügelland, dem Nordwestteil des Steirischen Hügellands. Die Gemeinde kann als Kammsiedlung, die dem Riedel Schemerlrücken in südöstlicher Richtung folgt, bezeichnet werden. Die höchste Erhebung auf dem Gemeindegebiet ist der Buckelberg mit 556 m. Das Gemeindegebiet von Laßnitzhöhe breitet sich in Nord-Süd- sowie in Ost-West-Richtung über jeweils maximal 4 Kilometer aus und nimmt eine Fläche von 14,84 km² ein, wovon 6,55 km² Waldflächen sind.
Im Gemeindegebiet entspringt die namensgebende Laßnitz und fließt nach Osten zur Rabnitz. Nach Westen fließt der Raababach der Mur zu.

### Gemeindegliederung
Das Gemeindegebiet gliedert sich in die Ortsteile Autal, Krachelberg, Moggau, Rastbühel, Wöbling und Oberlaßnitz.

### Eingemeindungen
1951 wurde die Gemeinde Wöbling mit Laßnitzhöhe zusammengelegt.

### Nachbargemeinden
| Kainbach bei Graz | Kainbach bei Graz, Eggersdorf bei Graz      | Eggersdorf bei Graz |
| Hart bei Graz     | Kompassrose, die auf Nachbargemeinden zeigt | Nestelbach bei Graz |
| Raaba-Grambach    | Vasoldsberg                                 | Vasoldsberg         |

### Geologie
Laßnitzhöhe liegt im Tertiärriedelland der Oststeiermark, in dem vor allem fluvatile Schotter, Sande, Tegel, aber auch Leithakalk und Kalksandstein sowie Basalte und Tuff anzutreffen sind. Im Großen gesehen zieht der Riedel von Niederschöckl, Eidexberg (585 m) bis zum Sengerberg (510 m) parallel zu Mur und Raab, deren Wasserscheide er bildet.

### Klima
Im Gebiet der Wasserscheide zwischen Mur und Raab befindet sich der allmähliche Übergang zw. mittel- und osteuropäischen Klima. Obwohl der Ort ungefähr dieselbe mittlere Jahrestemperatur von 9,2 °C wie das um ca. 200 m tiefer gelegene Graz aufweist, herrschen dort im Gegensatz zu Laßnitzhöhe gemäßigt kalte Winter und heiße Sommer vor.
Die Gemeinde erfreut sich sonnig milder Winter und etwas kühlerer Sommer. Vorherrschend sind warme Südwinde, die im Sommer Aufenthalte im Freien bis spät in die Nacht hinein gestatten. Die Jahresdurchschnittstemperatur liegt um 2 °C höher als für die Höhenlage üblich.
|                        | Jan  | Feb  | Mär  | Apr  | Mai  | Jun  | Jul  | Aug  | Sep  | Okt  | Nov  | Dez  |   |      |
| Mittl. Temperatur (°C) | −0,9 | 0,8  | 4,7  | 9,5  | 14,4 | 17,3 | 19,4 | 18,7 | 14,5 | 9,6  | 3,9  | −0,1 | ⌀ | 9,4  |
| Mittl. Tagesmax. (°C)  | 2,8  | 5,4  | 9,9  | 14,9 | 19,8 | 22,6 | 24,8 | 24,1 | 19,6 | 14,2 | 7,6  | 3,1  | ⌀ | 14,1 |
| Mittl. Tagesmin. (°C)  | −3,6 | −2,3 | 1,2  | 5,4  | 10,1 | 12,9 | 14,9 | 14,7 | 11,1 | 6,7  | 1,5  | −2,5 | ⌀ | 5,9  |
|                        |      |      |      |      |      |      |      |      |      |      |      |      |   |      |
| Niederschlag (mm)      | 23   | 29   | 42   | 51   | 87   | 124  | 113  | 128  | 93   | 67   | 53   | 46   | Σ | 856  |
|                        |      |      |      |      |      |      |      |      |      |      |      |      |   |      |
| Luftfeuchtigkeit (%)   | 71,7 | 61,3 | 57,5 | 54,2 | 58,1 | 61,1 | 59,7 | 61,6 | 64,9 | 68,9 | 73,6 | 76,5 | ⌀ | 64,1 |

| −3,6 |

| −2,3 |

| 1,2 |

| 5,4 |

| 10,1 |

| 12,9 |

| 14,9 |

| 14,7 |

| 11,1 |

| 6,7 |

| 1,5 |

| −2,5 |

| −3,6 |

| −2,3 |

| 1,2 |

| 5,4 |

| 10,1 |

| 12,9 |

| 14,9 |

| 14,7 |

| 11,1 |

| 6,7 |

| 1,5 |

| −2,5 |

## Geschichte
Das Gebiet um Laßnitzhöhe war einst Teil des Weströmischen Reiches, nach dessen Zusammenbruch (476 n. Chr.) die provinzialrömische Bevölkerung größtenteils abzog.
Während große Teile der Oststeiermark schon in der 1. Hälfte des 12. Jahrhunderts mit Dörfern und Siedlungen angereichert waren, erfolgte die Besiedelung im Gebiet von Laßnitzhöhe erst in der 2. Hälfte des Jahrhunderts.
Im 16. Jahrhundert dürften weite Teile des heutigen Gemeindegebiets durch den Badener Vertrag oder durch Erbfolge dem Deutschen Ritterorden einverleibt worden sein. Der Orden verblieb bis ins Jahr 1848 Grundherr des damals Wöbling genannten Gebiets.
Nach der Revolution von 1848 wurden in Österreich Bezirks- und Gemeindeverwaltungen eingeführt.

### Ortsname
Laßnitz kommt aus dem Slawischen (ursprünglich z. B. Lieznica, Luosniza) und wird mit „Waldbach“ übersetzt. In der Sprachwissenschaft wird für Laßnitz (aus dem Jahr 890: Luonzniza) auch *loNč'nica „Wiesenbach“ diskutiert, als weitere Möglichkeit (aus dem Jahr 1345: Lesniz, Laßnitz bei Murau oder im Jahr 1080 im Paltental Laznich) *laz'nica „Gereutbach“ oder „Rodebach“.

### Bau der Eisenbahn
Mitte der fünfziger Jahre des 19. Jahrhunderts wurde in Graz ein Consortium zur Anlage und zum Bau der damals sogenannten Locomotiv Eisenbahn, der heutigen Steirischen Ostbahn, zwischen Graz und Győr (damals Raab) gegründet. Drei Trassenführungen wurden in Betracht gezogen:
- 1. Graz – Gleisdorf – Ilz – Fürstenfeld – ungarische Grenze
- 2. Graz – Autal – Talschluss Nestelbach – Gleisdorf – Studenzen – Feldbach – Fehring – ungarische Grenze
- 3. Graz – Schemerlberg – Laßnitztal – Gleisdorf – Feldbach – Fehring – ungarische Grenze.

Es wurde anfangs für die Variante 2 entschieden, doch Bauern und Grundeigentümer im Raum Nestelbach legen sich unter anderem mit dem Argument, „die Bahn würde ihre Felder anzünden“ quer und erwirkten eine Umtrassierung auf Variante 3.
Am 1. Mai 1873 erfolgte die Eröffnung der Strecke.

### Entwicklung zum Kurort
Durch die gute Erreichbarkeit entschloss sich der Grazer Arzt Günther Huber, in Laßnitzhöhe für die Sommerfrische eine Pension und mehrere Villen zu errichten. 
Im Zuge der Erschließung der Region per Eisenbahn wurde ab 1901 in Laßnitzhöhe durch eine Genossenschaft unter Führung von Eduard Miglitz ein Kurzentrum geschaffen. Die Genossenschaft erwarb die bestehenden Gebäude und baute sie zu den zu der Zeit modernsten Heilanstalten der Steiermark um. Es erfolgte die Behandlung von „Nervenleiden aller Art“ wie Lähmungen und Krämpfen sowie Schmerzen wie Migräne und Ischiasbeschwerden. Um dieses Kurzentrum begannen sich mit der Zeit malerisch Parkanlagen und Villen auszubreiten.
Seit Oktober 1929 ist Laßnitzhöhe als Luftkurort anerkannt.
Nach den Weltkriegen war es für den Kurbetrieb schwer, an die Glanzzeit vor 1914 anzuschließen. Viele Gäste aus den ehemaligen Gebieten der Monarchie fielen weg, und es blieben hauptsächlich Gäste aus Wien und Graz. 
Anfang der 1970er Jahre plante der Grazer Arzt Franz Merli die Errichtung eines Kurzentrums. Das Bauvorhaben scheiterte allerdings kurz vor der Eröffnung, aufgrund von Finanzierungsschwierigkeiten und ließ ein bis heute ungenütztes Gebäude zurück. Die Planung erfolgte durch das Grazer Architekturbüro Gellner-Neuhold und umfasste ein großes Hallenbad, einen Kneippbereich, Saunen, Wannenbäder, Therapieräume, sowie eine eigene Ordination mit einer darüber liegenden Wohnung für den Auftraggeber, Franz Merli. Eine spätere Umfunktionierung zu einem Schulungszentrum scheiterte ebenfalls, weshalb von dem Gebäude heute nur mehr eine Ruine übrig ist. Aktuell befindet sich der Gebäudekomplex im Besitz von Günther Nebel, dem Gründer der Privatklinik Laßnitzhöhe.
Trotzdem wurde Laßnitzhöhe 1984 zum Heilklimatischen Kurort ernannt. Nach großangelegten Umbau- und Sanierungsmaßnahmen wurde die Heilanstalt von 1991 bis 2003 als Sanatorium geführt. Nach einem neuerlichen Umbau ist die ehemalige Heilanstalt, nun als Privatklinik Laßnitzhöhe, eine der modernsten Kliniken Österreichs. Schwerpunkte der Versorgung liegen neben innerer Medizin und Dermatologie in der neurologischen und orthopädischen Rehabilitation.
Im Jahr 1995 wurde Laßnitzhöhe zum schönsten Blumendorf der Steiermark gewählt und nach der Ernennung zur Marktgemeinde 1999 der Gemeinde der Titel als schönster Blumenmarkt der Steiermark im Jahr 2006 verliehen. Schon 2005 wurde Laßnitzhöhe zweitschönster Blumenmarkt.
2001 feierten Gemeinde und Sportverein ihr 50-jähriges und das Kurhaus Laßnitzhöhe das 100-jährige Bestehen. 2002 konnte die Trachtenkapelle auf 50 Jahre seit ihrer Gründung zurückblicken, was mit der Segnung der Fahne für die Kapelle gefeiert wurde. Auch die Pfarre Laßnitzhöhe konnte die Segnung zwei neuer Kirchenglocken feiern.
Im Sommer 2007 wurde nach kurzer Umbauzeit der neu gestaltete Marktplatz den Bürgern feierlich übergeben. 2008 wurde ein Nahwärme-Netzwerk innerhalb der Gemeinde errichtet. Im April 2009 wurde das Gasthaus Kotzian abgerissen und 2010 an selber Stelle ein Gebäude mit Wohnungen mit Tiefgarage und Restaurant sowie Platz für ein neues Gemeindeamt, eine Bank und mehrere Geschäfte errichtet.
Von 2015 bis 2017 erfolgte der Abriss und Neubau der Räumlichkeiten des Pfarramtes, in dessen Neubau auch weitere Geschäfte Platz fanden.

## Kultur und Sehenswürdigkeiten
- Siehe auch: Liste der denkmalgeschützten Objekte in Laßnitzhöhe

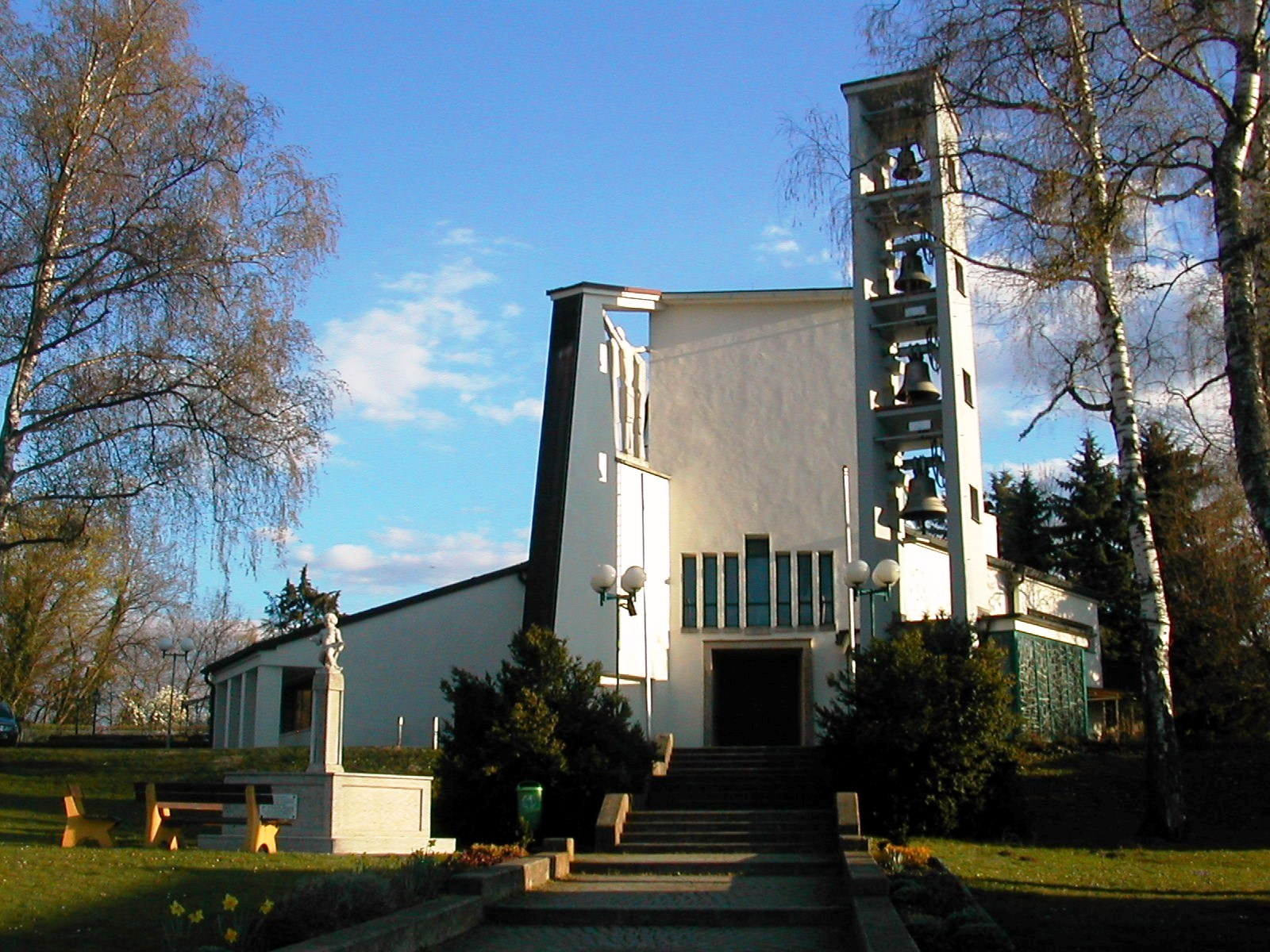
Pfarrkirche Laßnitzhöhe

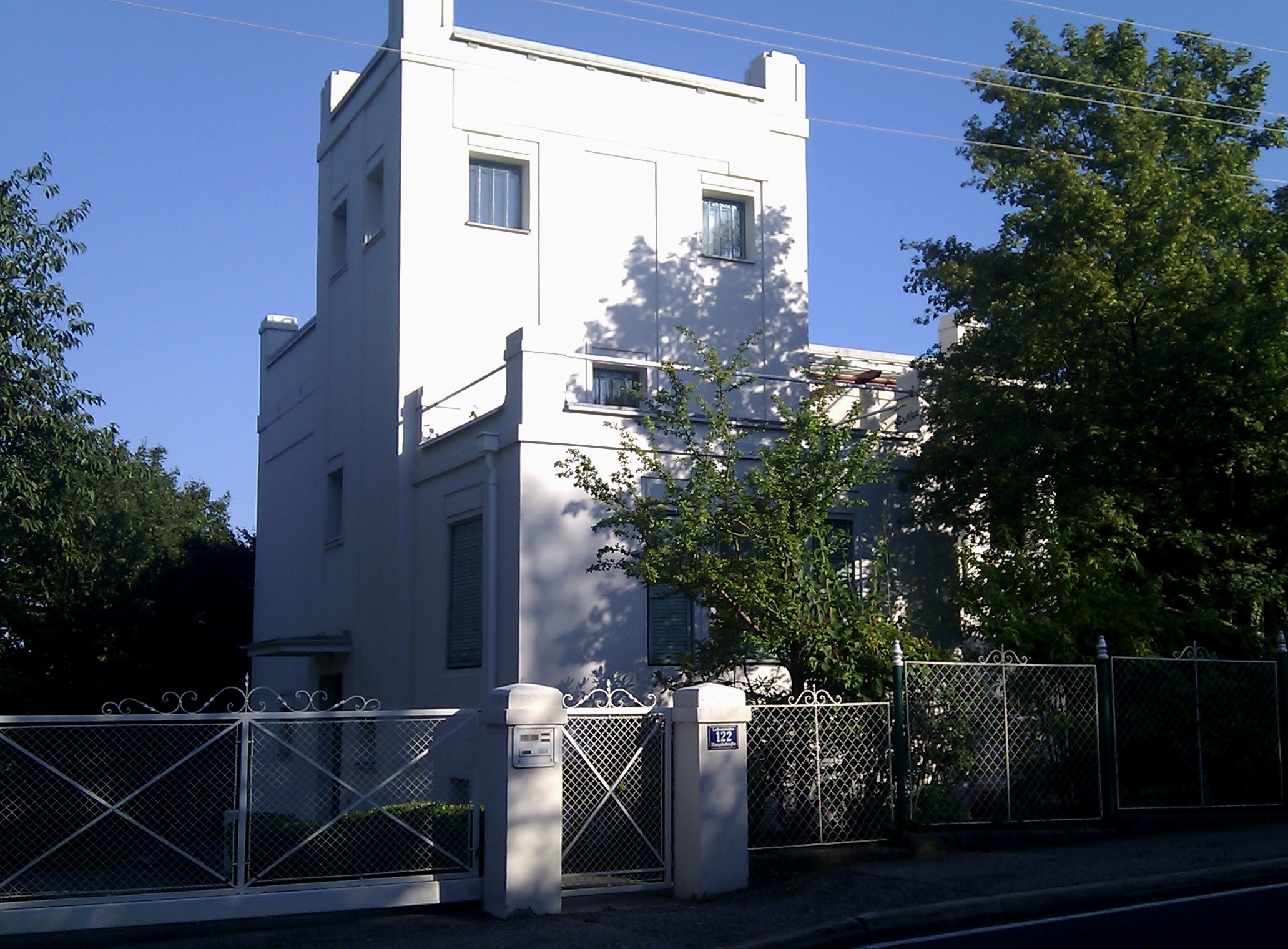
Villa Lug ins Land

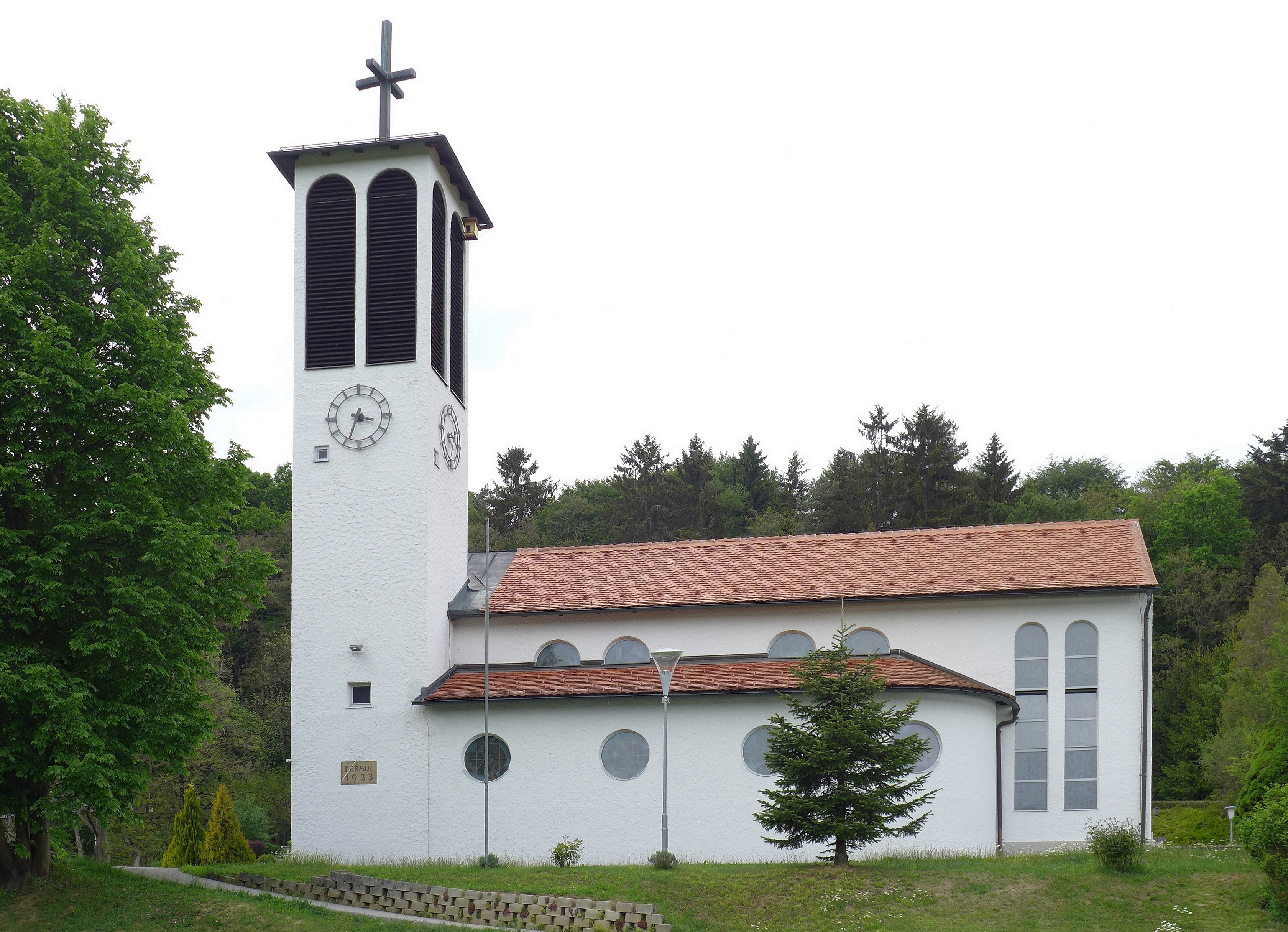
Autaler Kirche

- Pfarrkirche Laßnitzhöhe Geburt Christi, Bau der Moderne (1963)
- Annenheim, älteste Villa in Laßnitzhöhe
- Villa Lug ins Land, Jugendstilvilla, 1905 erbaut
- Autaler Kirche Hl. Kreuzerhöhung, Bau der Moderne (1933)
- Laßnitzhöher-Villen-Wanderweg[26]
- Am 26. Mai 2013 eröffnet wurde der Terrainkur-Erlebnisweg sebastian RE-LOADED, ein 7,3 km langer Rundweg zum Gehen und Laufen mit Bewegungsanregungen im Sinne von Sebastian Kneipp.[27][28]

### Brauchtum
Seit zumindest 2003 findet am Faschingssonntag nachmittags der Lahö’er Faschingsumzug statt, der von Freiwilliger Feuerwehr und Sportverein organisiert wird.
Das Maibaumaufstellen wurde wegen des Todes von Gemeinderat Peter Zenz 2013 einmal abgesagt. Er war von 1997 bis 2009 Ortsparteiobmann der ÖVP, 2000 bis 2009 Gemeinderat, ab 2003 Gemeindekassier. Brauchtumsveranstaltungen waren ihm ein Anliegen. Das Osterfeuer am Krachelberg wurde 2013 aus Umweltschutzgründen abgesagt.

## Wirtschaft und Infrastruktur

### Verkehr
- Laßnitzhöhe liegt an der Süd Autobahn (A2) und hat eine eigene Anschlussstelle (169) im Süden des Gemeindegebietes.
- Der Bahnhof Laßnitzhöhe liegt im Norden der Gemeinde auf 476 m Seehöhe und bietet Zugang zur Steirischen Ostbahn mit stündlichen S-Bahn- (S3 und S31) sowie Regionalzug-Express-Verbindungen nach Graz und Gleisdorf. Der Bahnhof Laßnitzhöhe wird ferngesteuert bedient und wurde zu einer modernen Bahn-Haltestelle mit Inselbahnsteig und Park & Ride-Anlage umgebaut. Im Gemeindegebiet befindet sich der ca. 531 m lange Laßnitz-Tunnel.
- Der Flughafen Graz ist ca. 20 km entfernt und über die Süd Autobahn zu erreichen.
- 2011 wurde die Straße im Ortszentrum umgebaut und mit einem Kreisverkehr und Platzgestaltung verkehrsberuhigt. Seit 2018 besteht hier eine Begegnungszone.

### Öffentliche Einrichtungen
- Freiwillige Feuerwehr Autal
- Freiwillige Feuerwehr Laßnitzhöhe
- Gemeindekindergarten Laßnitzhöhe
- Mittelschule mit ORG-Zweig (vormals Josef Krainer Haupt- und Realschule) Laßnitzhöhe

## Politik

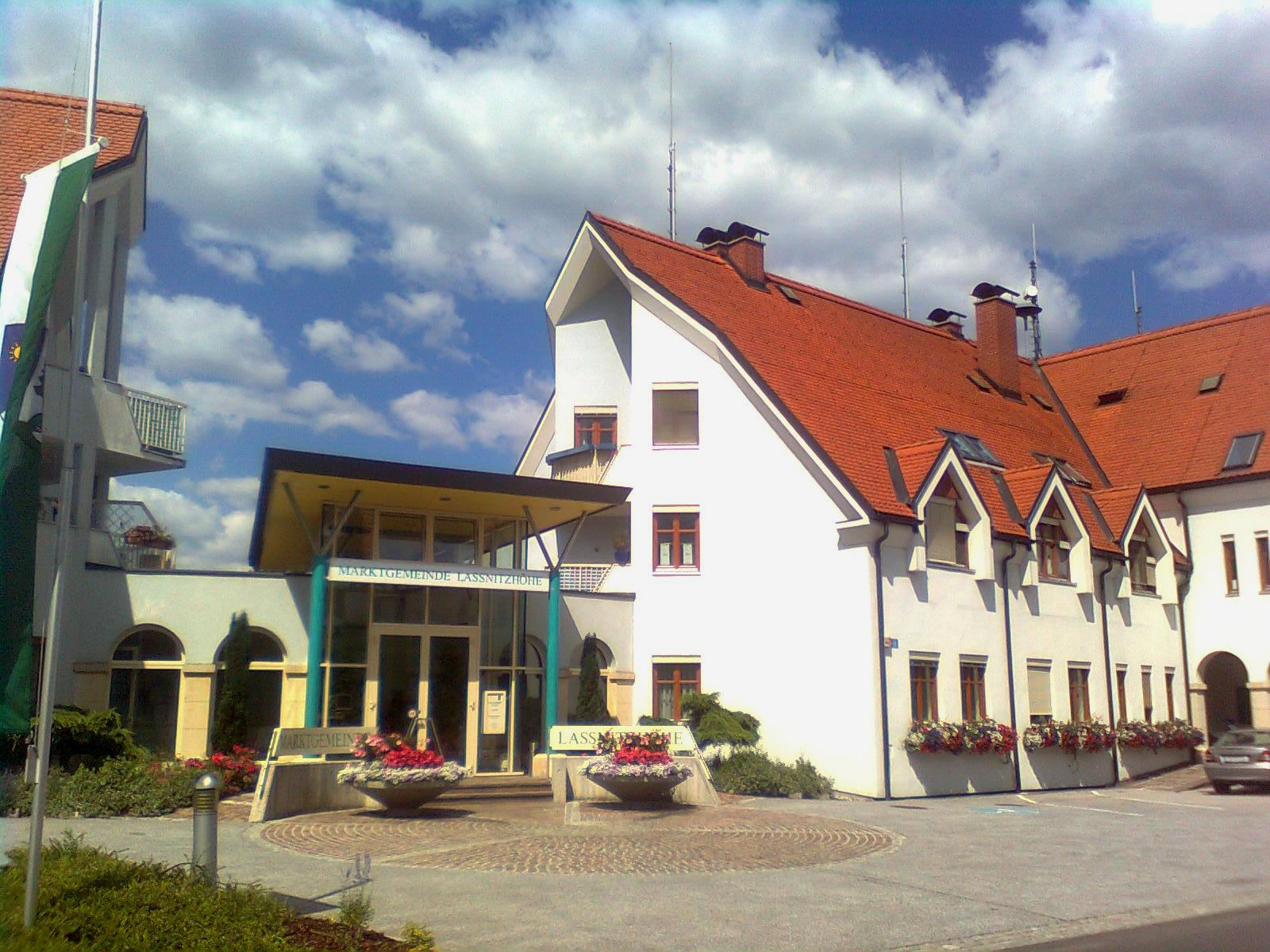
Ehemaliges Gemeindeamt

### Gemeinderat
Der Gemeinderat hat 15 Mitglieder.
- Nach den Gemeinderatswahlen in der Steiermark 2000 hatte der Gemeinderat folgende Verteilung: 12 ÖVP, 2 SPÖ und 1 GRÜNE.
- Nach den Gemeinderatswahlen in der Steiermark 2005 hatte der Gemeinderat folgende Verteilung: 10 ÖVP, 3 GRÜNE und 2 SPÖ.[32]
- Nach den Gemeinderatswahlen in der Steiermark 2010 hatte der Gemeinderat folgende Verteilung: 11 ÖVP, 2 GRÜNE und 2 SPÖ.[33]
- Nach den Gemeinderatswahlen in der Steiermark 2015 hatte der Gemeinderat folgende Verteilung: 9 ÖVP, 3 GRÜNE, 2 FPÖ und 1 SPÖ.[34]
- Nach den Gemeinderatswahlen in der Steiermark 2020 hat der Gemeinderat folgende Verteilung: 9 ÖVP, 4 SPÖ und 2 GRÜNE.[35]

### Bürgermeister
- 1984–1991 Karl Schwarzl (1928–2024)[36][37]
- bis 2009 Josef Großschädl (ÖVP)
- seit 2009 Bernhard Liebmann (ÖVP)[38]

### Wappen
Das Gemeindewappen wurde der Gemeinde im Jahr 1969 verliehen. Es stellt mit der silbernen Heilschale die heilende Wirkung des milden Klimas dar. Der Dreiberg weist auf die Hügellandschaft, die Fichte auf den Waldreichtum und die Sonne auf die überdurchschnittlich vielen Sonnentage hin. Das Deutschritterordenskreuz erinnert an die seinerzeitigen Grundherren.

## Persönlichkeiten

### Ehrenbürger der Gemeinde
- 1967: Eduard Miglitz III. (1894–1974), Arzt[40]
- 1976: Franz Wegart (1918–2009), Landeshauptmann-Stellvertreter[41]
- 1992: Karl Schwarzl (1928–2024), Unternehmer, Bürgermeister von Laßnitzhöhe 1984–1991[42]
- 2006: Toni Ganthaler (1946–2023), Pfarrer von Laßnitzhöhe 1991–2021[43]

### Söhne und Töchter der Gemeinde
- Eduard Miglitz (1875–1933), österreichischer Arzt und langjähriger Leiter der Heilanstalt Laßnitzhöhe, Schwiegervater des Alfred Gürtler
- Ernst Strachwitz (1919–1998), österreichischer Nationalratsabgeordneter, Gründungspräsident des steirischen Alpenvereins und Mitglied der alten gräflichen Familie Strachwitz aufgewachsen in Laßnitzhöhe
- Marvin Weinberger (* 1989), österreichischer Fußballspieler beim Kapfenberger SV, aufgewachsen in Laßnitzhöhe
- Lisa-Marie Schiffner (* 2001), österreichische Influencerin

### In der Gemeinde wohnhaft oder Kurgäste
- Alfred Gürtler (1875–1933), österreichischer Finanzminister, Landeshauptmann der Steiermark, Schwiegersohn von Eduard Miglitz
- Adolf von Boog (1866–1929), k.u.k. Feldmarschallleutnant, 1918–1919 Befehlshaber der Volkswehr Deutsch-Österreichs
- Judy Bounds Coleman (1927–2009), amerikanische Sopranistin und Professorin Miteigentümerin der Sonnenvilla von 1974 bis 1977
- Othmar Crusiz (verstorben 1966), Landesamtsdirektor, Ehrensenator der Karl-Franzens-Universität, Präsident des Steirischen Roten Kreuzes, Besitzer der Sonnenvilla von 1941 bis 1966
- Dieter Dorner (1943–2012), österreichischer Rundfunkmoderator, wohnte auf der Miglitzpromenade bis 1981
- Roberta Knie (1938–2017), deutsch-amerikanische Sopranistin aus der Zirkusdynastie, Besitzerin der Sonnenvilla von 1974 bis 1990er
- Ida Mach, österreichische Malerin, Besitzerin der Villa Waldheim von 1903 bis 1930
- Paula Grogger (1892–1984), österreichische Schriftstellerin, Sommerfrische in Laßnitzhöhe
- János von Pallavicini (1848–1941), österreich-ungarischer Diplomat und Botschafter in der Türkei, Besitzer der Sofienvilla von 1927 bis 1934
- Peter Rosegger (1843–1918), steirischer Dichter und Schriftsteller, Sommerfrische in Laßnitzhöhe im Annenheim 1913–1917

### Personen in Verbindung mit Laßnitzhöhe
- Gernot Pachernigg (* 1981), österreichischer Sänger, aufgewachsen in Laßnitzhöhe